# DAFNE
DAFNE(Double Annular ring for Nice Experiments、DAФNE)は、イタリアのフラスカーティにある国立核物理学研究所の電子-陽電子加速器である。1999年から、電子と陽電子を1.02GeVまで加速してファイ中間子を作り出している。そのうち85%はK中間子に崩壊し、その物理的性質を調べるのが、DAFNEでの多くの実験の主な目的である。
DAFNEでは、次の5つの実験が行われている。
- KLOE (K LOng Experiment): 2000年から行われているK中間子の崩壊におけるCP対称性の破れとK中間子の珍しい崩壊パターンの研究。DAFNEで最も大規模な実験である。
- FINUDA (FIsica NUcleare a DAFNE): K中間子の標的への衝突によって生じるラムダハイパー核の放出スペクトルと非中間子崩壊についての研究。
- DEAR (DAFNE Exotic Atoms Research experiment): K中間子と陽子、重水素から構成される異種原子の散乱長の決定。
- DAFNE Light Laboratory: DAFNEの3本の放射光。4本目は建設中である。
- SIDDHARTA (SIlicon Drift Detectors for Hadronic Atom Research by Timing Application): K中間子原子中のX線遷移の精確な測定。